# Aristolochia ringens
Aristolochia ringens Vahl – gatunek rośliny z rodziny kokornakowatych (Aristolochiaceae Juss.). Występuje naturalnie w Ameryce Centralnej, Kolumbii oraz Wenezueli.

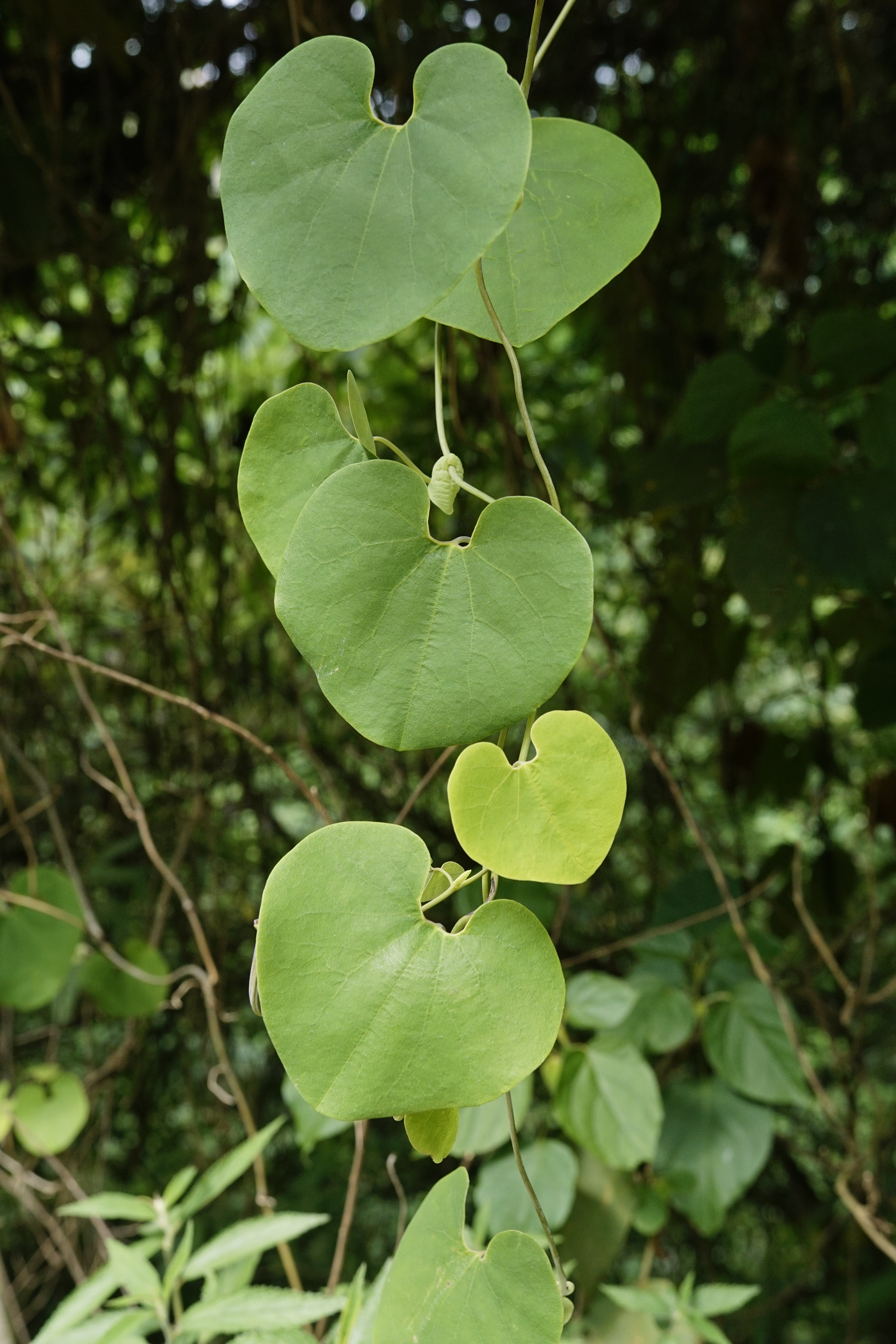
Liście

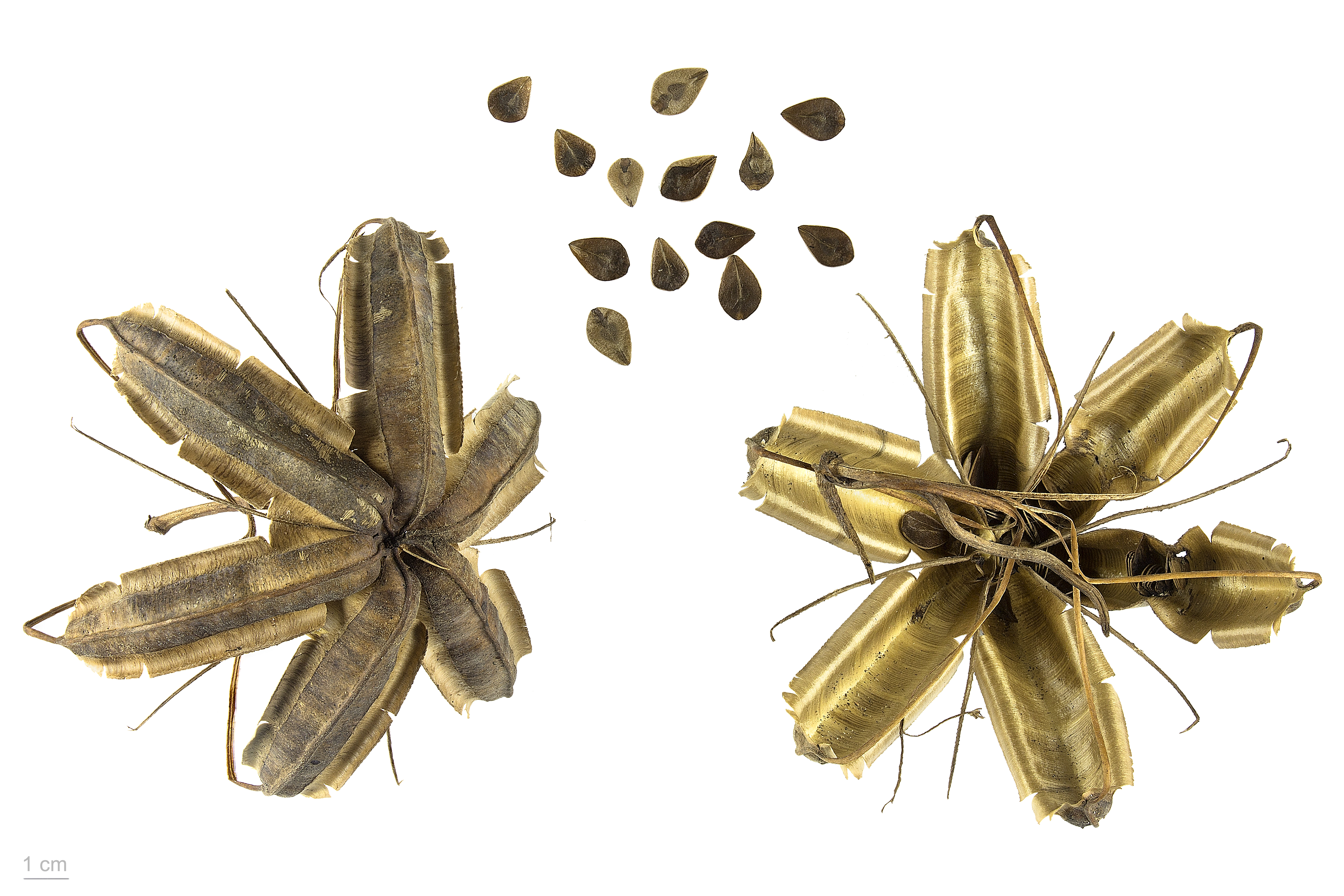
Owoce i nasiona

## Morfologia
PokrójPnącze o zimozielonych pędach.
LiścieMają nerkowato sercowaty kształt. Mają 7–12 cm długości oraz 7–15 cm szerokości. Z tępym wierzchołkiem. Ogonek liściowy jest nagi i ma długość 2–3 cm. Nibyprzylistki mają 4 cm długości.
KwiatyPojedyncze. Mają purpurową, czerwoną, zieloną i żółtą barwę, Dorastają do 7 cm długości. Mają kształt wygiętej tubki. Są opuchnięte u podstawy.
OwoceTorebki o podłużnym kształcie. Mają 8 cm długości i 3 cm szerokości. Pękają u podstawy.